# Atle Næss
Atle Næss (* 25. März 1949 in Mysen) ist ein norwegischer Schriftsteller.

## Leben
Næss wuchs in Askim auf und ist seit 1976 cand. philol. in den Fächern Englisch, Sprachwissenschaft und Norwegisch. Er hat bis 1987 als Lehrer an der weiterführenden Schule in Asker, im dänischen Odense (im Fach Norwegisch), in Frydenberg und an der Hochschule Østfold gearbeitet.
Naess lebt zurzeit in Ski Seine Tochter ist die Linguistin Åshild Næss, mit der er zusammen das Buch Et hav av språk verfasste.

## Werk
Sein Debütroman war 1975 die Liebesgeschichte Gun. Bislang wurden vier Werke ins Deutsche übertragen, darunter eine Biografie über Galilei und ein Roman über den Mathematiker Bernhard Riemann. Seine Bücher wurden insgesamt in vierzehn Sprachen übersetzt.

### Romane
- Gun, 1975
- April, 1977
- 830 S, 1981
- Opp fra det absolutte nullpunkt, 1985
- Sensommer, 1987
- Korsfareren, 1988
- Kraften som beveger, 1990
- Østre linje, 1994
- Den tvilende Thomas, 1997
- Innersvinger, 2002
- Sensommer, 2006
- Roten av minus en, 2006
- Din nestes eiendom, 2009
- Teltmakeren, 2012
- I himmelens tjeneste, 2016

### Jugendromane
- Grei kamerat, Hans, 1987
- Gå på lufta, Hans!, 1989

### Kinderbücher
- På vulkanferie, 1988
- Islandsboka, 1992
- Finlandsboka, 1994

### Essays
- Askim-Firenze t/r, 1992
- Noe som ligner en mening. Ni essays om vitenskap, religion og undring, 2015

### Reportagen und Sachprosa
- Skøytebyen. Fra Mjøs-is til OL-hall, 1991
- Ibsens Italia, 1997
- Fossekraft og lange linjer. Hafslund ASA 1898–1998, 1998
- Italienske bilder, 1999
- Da jorden stod stille. Galileo Galilei og hans tid, 2001
- Munch. En biografi, 2004
- Et hav av språk (Koautor), 2007
- Nidarosdomen. En biografi om Norges nasjonalmonument og menneskene som bygde det, 2011
- Leonardo da Vinci og hans tid, 2014
- Martin Luther, 2017

### Übersetzungen ins Deutsche
- Caravaggios Flucht. Übersetzt von Angelika Gundlach. Insel-Verlag, Frankfurt am Main/Leipzig 2003, ISBN 3-458-17171-1 (Den tvilende Thomas, 1997).
- Als die Welt still stand. Galileo Galilei – verraten, verkannt, verehrt. Übersetzt von Kerstin Hartmann-Butt. Springer, Berlin/Heidelberg/New York 2006, ISBN 978-3-540-21063-4 (Da jorden stod stille. Galileo Galilei og hans tid, 2001).
- Die Riemannsche Vermutung. Von der Schönheit der Primzahlen und den Rätseln der Liebe. Übersetzt von Günther Frauenlob. Piper, München 2007, ISBN 978-3-4920-5110-1 (Roten av minus en, 2006). Taschenausgabe bei Piper, München 2009, ISBN 978-3-492-25366-6. Als ungekürzte Taschenbuchausgabe bei Piper, München 2009, ISBN 978-3-492-25366-6.
- Edvard Munch. Übersetzt von Daniela Stilzebach. Verlagshaus Römerweg, Wiesbaden 2015, ISBN 978-3-7374-1310-7.
- Leonardo Da Vinci und seine Zeit: Eine Biographie. Übersetzt von Daniela Stilzebach. Verlagshaus Römerweg, Wiesbaden 2016, ISBN 978-3-7374-1317-6 (Leonardo da Vinci og hans tid, 2014).

## Auszeichnungen
- Gyldendals legat, 1990
- Sarpsborgprisen, 1990
- Gullboka, 1995
- Brageprisen, 2001
- Essaykonkurrenz der Zeitschrift Kirke og Kultur, 2005[7]